# Surgery
I Surgery sono un gruppo musicale elettro-industrial italiano di Roma e originario di Guidonia.

## Storia del gruppo
Si formano nel 2000 da un progetto di Daniele Coccia e Matteo Ribichini, pubblicando il primo demo Made in Caos nel 2001, un lavoro molto sperimentale e completamente autoprodotto, costruito mediante sintetizzatori, drum machine e campionatori.
Nel 2002 con l'entrata del chitarrista Dario Casadei e delle cantanti Flavia Ciamarone e Cristina Badaracco viene registrato un nuovo demo, Coma Catalogue, che porta le sonorità verso uno stile più marcatamente industrial, iniziando nello stesso periodo ad esibirsi dal vivo.
Nel 2004 vi è un'ulteriore svolta stilistica con nuove contaminazioni new wave e dark anni ottanta che si riverseranno nell'album Verso Nega, i cui testi in italiano mostrano un linguaggio non convenzionale, carico di ironia nera, cinismo e una forte critica radicale alla società.
Nell'estate 2005 la cantante Flavia Ciamarone si separa in comune accordo dal gruppo, e nello stesso periodo viene arruolato il performer Fulvio Liviabella. Il gruppo inizia a registrare il 4º album L'altra educazione in uno studio professionale, in passa circa un anno e mezzo. I singoli dell'album vengono accolti positivamente dalle radio alternative romane e il gruppo si esibisce in diverse esperienze dal vivo nella Capitale e Provincia, con live che andranno a toccare anche Milano per la finale nazionale del Dream Wave contest che vinceranno nel luglio 2006.
Nello stesso anno il gruppo collabora con Donatella Rettore reinterpretando il brano Lamette, singolo che verrà inserito nella ristampa del 2007 de L'altra educazione, che oltre a contenere il duetto con l'Artista veneta propone gli stessi brani con nuovi arrangiamenti.
Nel 2009 il gruppo presenta il suo nuovo album Non un Passo Indietro.
Nel 2010 viene presentato un nuovo demo, Habitat "EP", al quale hanno collaborato una serie di artisti italiani ed internazionali, tra cui Lenny Dee (Usa), Sebastian Komor (Canada), Soman (Germania), XP8 (Italia). Tutte le 9 tracce del demo sono scaricabili gratuitamente dal sito ufficiale della band.
Nel 2011 il gruppo presenta le sue nuove maschere di scena, ideate dal creatore di effetti speciali Sergio Stivaletti.

## Formazione

### Formazione attuale
- Daniele Coccia Paifelman: voce (2000 – presente)
- Daniele Antolini: basso (2008 – presente)
- Dario Casadei: chitarra (2002 – presente)
- Cristina Badaracco: voce (2002 – presente)
- Matteo Castaldi: dj (2005 – presente)

### Ex componenti
- Flavia Ciamarone: voce (2001 – 2005)
- Matteo Ribichini: basso (2000 – 2008)
- Fulvio Liviabella: performer (2004 – 2010)
- Fabiola Prato: performer (2006 – 2010)

## Discografia

### Album registrati in studio
- 2001 – Made in Caos
- 2003 – Coma Catalogue
- 2004 – Verso Nega
- 2006 – L'altra educazione
- 2009 – Non un passo indietro
- 2010 – Habitat "EP"
- 2012 – Enemy Domine "EP"
- 2012 - Reset